# 云南省人民政府
云南省人民政府，是中华人民共和国云南省的省级地方行政机关。

## 沿革
1950年10月，昆明市军事管制委员会筹备成立云南省人民政府委员会。1955年4月，云南省第一届人民代表大会二次会议选举成立云南省人民委员会。1967年3月，临时设立中国人民解放军云南省军事管制委员会。1968年8月，云南省革命委员会正式成立。1979年12月，云南省革命委员会撤销，成立云南省人民政府。

## 职权
根据《中华人民共和国地方各级人民代表大会和地方各级人民政府组织法》第七十三条，县级以上的地方各级人民政府行使下列职权：
1. 执行本级人民代表大会及其常务委员会的决议，以及上级国家行政机关的决定和命令，规定行政措施，发布决定和命令；
2. 领导所属各工作部门和下级人民政府的工作；
3. 改变或者撤销所属各工作部门的不适当的命令、指示和下级人民政府的不适当的决定、命令；
4. 依照法律的规定任免、培训、考核和奖惩国家行政机关工作人员；
5. 编制和执行国民经济和社会发展规划纲要、计划和预算，管理本行政区域内的经济、教育、科学、文化、卫生、体育、城乡建设等事业和生态环境保护、自然资源、财政、民政、社会保障、公安、民族事务、司法行政、人口与计划生育等行政工作；
6. 保护社会主义的全民所有的财产和劳动群众集体所有的财产，保护公民私人所有的合法财产，维护社会秩序，保障公民的人身权利、民主权利和其他权利；
7. 履行国有资产管理职责；
8. 保护各种经济组织的合法权益；
9. 铸牢中华民族共同体意识，促进各民族广泛交往交流交融，保障少数民族的合法权利和利益，保障少数民族保持或者改革自己的风俗习惯的自由，帮助本行政区域内的民族自治地方依照宪法和法律实行区域自治，帮助各少数民族发展政治、经济和文化的建设事业；
10. 保障宪法和法律赋予妇女的男女平等、同工同酬和婚姻自由等各项权利；
11. 办理上级国家行政机关交办的其他事项。

## 机构设置
根据《云南省机构改革方案》，除云南省人民政府办公厅外，云南省人民政府设置组成部门23个，直属特设机构1个，直属机构14个，部门管理机构4个。云南省人民政府设置下列机构：
- 云南省人民政府办公厅

### 组成部门
- 云南省发展和改革委员会
- 云南省工业和信息化厅
- 云南省教育厅
- 云南省科学技术厅
- 云南省民族宗教事务委员会
- 云南省公安厅
- 云南省民政厅
- 云南省司法厅
- 云南省财政厅
- 云南省人力资源和社会保障厅
- 云南省自然资源厅
- 云南省生态环境厅
- 云南省住房和城乡建设厅
- 云南省交通运输厅
- 云南省水利厅
- 云南省农业农村厅
- 云南省商务厅
- 云南省文化和旅游厅
- 云南省卫生健康委员会
- 云南省退役军人事务厅
- 云南省应急管理厅
- 云南省审计厅
- 云南省人民政府外事办公室

（办公厅挂省人民政府参事室牌子；工业和信息化厅挂无线电管理办公室、中小企业局牌子；科学技术厅挂外国专家局牌子；交通运输厅挂地方民航发展局、地方铁路发展局牌子；农业农村厅挂畜牧兽医局牌子；商务厅挂省人民政府口岸办公室牌子；文化和旅游厅挂文物局牌子；卫生健康委员会挂中医药管理局、防治艾滋病局牌子；省人民政府外事办公室挂省人民政府港澳事务办公室、省区域合作办公室牌子。）

### 直属特设机构
- 云南省人民政府国有资产监督管理委员会

### 直属机构
- 云南省人民政府研究室
- 云南省市场监督管理局
- 云南省广播电视局
- 云南省能源局
- 云南省林业和草原局
- 云南省体育局
- 云南省统计局
- 云南省乡村振兴局
- 云南省信访局
- 云南省机关事务管理局
- 云南省滇中引水工程建设管理局
- 云南省人民防空办公室
- 云南省医疗保障局

（市场监督管理局挂省人民政府食品安全委员会办公室、知识产权局牌子。）

### 部门管理机构
- 云南省粮食和物资储备局，由省发展改革委管理。
- 云南省监狱管理局，由省司法厅管理。
- 云南省戒毒管理局，由省司法厅管理。
- 云南省药品监督管理局，由省市场监管局管理。

### 直属事业单位
- 云南省人民政府发展研究中心
- 云南省投资促进局
- 云南省社会科学院
- 云南省农业科学院
- 云南省文史研究馆
- 云南省人民政府驻北京办事处
- 云南省人民政府驻上海办事处
- 云南省地质矿产勘察开发局
- 云南省有色地质局
- 云南省农垦局
- 云南广播电视台
- 云南省供销合作社联合社
- 中国国际贸易促进委员会云南省分会

（省社会科学院挂中国（昆明）南亚东南亚研究院牌子。）

### 派出机构
- 云南滇中新区管理委员会

## 历任领导
| 云南省人民政府省长 …… - 李纪恒（2011年8月30日－2014年10月17日） - 陈豪（2014年10月17日－2016年12月13日） - 阮成发（2017年1月 - 2020年11月） - 王予波（2020年11月至今） 云南省人民政府常务副省长 …… - 秦光荣（2003年1月－2007年1月） - 罗正富（2006年11月－2012年5月） - 李江（2012年6月－2017年3月） - 宗国英（2017年3月－2021年11月） - 刘非（2022年1月－2024年1月） - 李石松（2024年1月－2024年8月） - 赵俊民（2025年1月至今） 云南省人民政府秘书长 …… - 刘平（2003年1月—2005年5月） - 黄毅（2005年7月－2006年11月） - 丁绍祥（2006年11月—2012年8月） - 卯稳国（2012年8月－2015年2月） - 李邑飞（2015年2月－2016年1月） - 何金平（2016年1月—2017年7月） - 纳杰（2017年7月—2018年1月） - 杨杰（2018年2月－2021年7月） - 孙灿（2021年7月－2024年8月） - 王学勤（2024年9月至2025年5月） - 姜山 (1970年)（2025年8月至今） | 云南省人民政府副省长 …… - 和段琪（2008年1月－2017年1月） - 高树勋（2012年7月－2015年10月） - 丁绍祥（2012年7月－2016年11月） - 刘慧晏（2012年8月－2017年3月） - 沈培平（2013年1月－2014年3月） - 尹建业（2013年1月－2015年10月） - 张祖林（2014年8月－2018年1月） - 张太原（2015年2月－2017年3月） - 董华（2015年10月－2021年3月） - 陈舜（2016年11月－2021年3月） - 何金平（2017年7月－2018年1月） - 张国华（2018年1月－2020年6月） - 王显刚（2018年1月－2023年1月） - 任军号（2018年1月－2023年1月） - 和良辉（2018年1月－2023年1月） - 李玛琳（2018年1月－2023年1月） - 刘洪建（2020年7月－2021年5月） - 邱江（2020年9月－2022年1月） - 张治礼（2021年1月－2024年5月） - 崔茂虎（2021年5月－2022年1月） - 杨斌（2022年1月－2024年1月） - 王浩（2022年7月－2025年1月） - 郭大进（2023年1月至今） - 纳云德（2023年1月－2024年9月） - 杨洋（2023年1月至今） - 岳修虎（2023年1月－2024年6月） - 王正英（2024年6月至今） - 胡大鹏（2024年6月－2025年5月） - 徐浩（2025年2月至今） - 王学勤（2025年5月至今） |